# Hoftoren
Hoftoren – budynek w Hadze o wysokości 142 metrów. Ma 29 kondygnacji, a większość z nich jest zajmowana przez holenderskie Ministerstwo Edukacji, Kultury i Nauki. Wieżowiec został zaprojektowany przez firmę architektoniczną Kohn Pedersen Fox, inwestorem był ING Real Estate, a jego właścicielem jest Rijksgebouwendienst. Budynek został zbudowany przez firmę Heijmans NV, a jego budowa trwała od kwietnia 2001 do sierpnia 2003.
W pobliżu wieżowca znajduje się stacja Den Haag Centraal.